# Pantocsek Leó Valentin
Pantocsek Leó Valentin, Pantotsek (Kielce, Lengyelország, 1812. július 24. – Zlatnó, 1893. szeptember 11.) orvos, pirokémikus, természettudós, feltaláló, a magyarországi szecessziós üvegművészet egyik úttörője és jeles alkotója.

## Élete
Orvosi oklevelét a pesti egyetemen nyerte 1843-ban. Orvosi gyakorlatot nem folytatott. Első volt hazánkban, ki daguerrotípiával, majd fényképészettel foglalkozott.
Utóbb az üveggyártás kérdései érdekelték. Mint a zlatnói üveggyár vegyésze 1849-ben feltalálta a hialoplasztikát, melyért Párizsban 1855-ben aranyérmet kapott. Ezzel az eljárással készítette üvegpénzeit, melyekkel az első párizsi világkiállításon (1867) aranyérmet nyert. Az 1860-as évek végén feltalálta a szivárványszínekben játszó irizáló üveget.

## jegyzetek
1. ↑  Német Nemzeti Könyvtár: Integrált katalógustár (Németország) (német nyelven). Integrált katalógustár (Németország) . (Hozzáférés: 2015. augusztus 13.)
2. ↑  The Nelson-Atkins Museum of Art. (Hozzáférés: 2017. október 9.)
3. ↑  Osztrák életrajzi lexikon 1815–1950 (német nyelven). Osztrák Tudományos Akadémia. (Hozzáférés: 2017. október 9.)
4. ↑  psb.21632.1
5. ↑  Német Nemzeti Könyvtár: Integrált katalógustár (Németország) (német nyelven). Integrált katalógustár (Németország) . (Hozzáférés: 2014. december 22.)
6. ↑  http://mek.oszk.hu/00300/00355/html/ABC11587/11750.htm